# Határ (matematika)

Egy halmaz (világoskékkel) és a határa (sötétkékkel).

A topológiában egy X topologikus tér S részhalmazának a határán azon pontok halmazát értjük amely pontok megközelíthetőek S-ből és kívülről is. Vagyis ez olyan pontok halmazát jelenti a amik elemei S lezártjának, de nem belső pontjai S-nek. A S határának az elemei S határpontjai. Az S halmaz határát bd(S), fr(S), és ∂S-vel jelölik.

## Gyakori definíciók
Több ismert és ekvivalens definíció ismert az S határának meghatározásához
- S lezártja a belső pontok nélkül: ∂S = S \ So.
- S lezártjának és a komplementerének a lezártjának a metszete: S = S ∩ (X \ S).
- olyan p pontok halmaza amelyek elemei X-nek és tetszőleges környezetük tartalmaz legalább egy S-beli pontot és legalább egy nem S-beli pontot.

## Példák
Például a valós számok halmaza R, a hagyományos topológiai értelmezésben (tehát olyan topológia ahol egy pont környezetei olyan nyitott valós intervallumok amik tartalmazzák az adott pontot), adottak, hogy:
- ∂(0,5) = ∂[0,5) = ∂(0,5] = ∂[0,5] = {0,5}
- ∂Q = R
- ∂(Q ∩ [0,1]) = [0,1]

Az utolsó két példa jól bemutatja a tényt, hogy a határa egy sűrű halmaznak amely nem rendelkezik belső pontokkal az a halmaz lezártja.
A racionális számok által alkotott topologikus téren (az R által alkotott tér résztere) a {\displaystyle (-\infty ,a)} halmaznak a határa üreshalmaz ha a irracionális szám.
Egy halmaz határa egy topológiai fogalom és mint olyan megváltozhat ha megváltoztatjuk a topológiánkat. Pl.: legyen adott R2 a hagyományos topológiával, egy zárt körlap Ω = {(x,y) | x2 + y2 ≤ 1} határa a körlapot körbevevő kör: ∂Ω = {(x,y) | x2 + y2 = 1}. Ha most a körlapot mint halmazt az R3 által generált hagyományos topológiából nézzük akkor: Ω = {(x,y,0) | x2 + y2 ≤ 1}, így a határa a körlapnak önmaga: ∂Ω = Ω. Ha pedig a körlapot a saját maga által alkotott topologikus térből nézzük (ami egy résztere az R2 topológiájának), akkor a határ üreshalmaz.

## Tulajdonságok
- Egy halmaz határa zárt halmaz.
- Egy halmaz határa megegyezik a halmaz komplementerének a határával: ∂S = ∂(SC).

Így:
- p határpontja egy halmaznak akkor és csak akkor ha p tetszőleges környezete tartalmaz legalább egy pontot ami eleme a halmaznak és legalább egy pontot ami nem elme a halmaznak.
- Egy halmaz zárt akkor és csak akkor ha tartalmazza a határát és nyitott akkor és csak akkor ha diszjunkt a határától.
- Egy halmaz lezártja megegyezik a halmaz és a határának az uniójával: S = S ∪ ∂S.
- Egy halmaz határa üreshalmaz akkor és csak akkor ha a halmaz nyitott is és zárt is.

## Határ határa
Bármely S halmazra adott, hogy ∂S ⊇ ∂∂S, mégpedig úgy, hogy az egyenlőség akkor és csak akkor teljesül ha az S halmaz határa nem tartalmaz belső pontot (mármint a határra nézve belső pont). Ez nem teljesül sem nyílt sem zárt halmazokra. Mivel a határa bármely halmaznak zárt így ∂∂S = ∂∂∂S, bármely S halmazra. A határ operátorra tehát teljesül egy gyenge idempotencia.

## Fordítás
Ez a szócikk részben vagy egészben  a   Boundary (topology) című angol Wikipédia-szócikk ezen változatának fordításán alapul.  Az eredeti cikk szerkesztőit annak laptörténete sorolja fel. Ez a jelzés csupán a megfogalmazás eredetét és a szerzői jogokat jelzi, nem szolgál a cikkben szereplő információk forrásmegjelöléseként.